# Békés (ville)
Békés est une ville du comitat de Békés en Hongrie.

## Personnages célèbres
- Ödön Földessy (1929-2020), athlète hongrois, spécialiste du saut en longueur y est né.

## Jumelages
La ville de Békés est jumelée avec :
- Gheorgheni (Roumanie) depuis 1993
- Novi Itebej (Serbie) depuis le 9 septembre 2006
- Myszków (Pologne) depuis le 7 février 2014
- Cauaceu (ro) (Roumanie)